# Яблоня (Саратовская область)
Я́блоня — село в Марксовском районе Саратовской области России. Входит в Липовское муниципальное образование.

## География
Село находится в степи, южнее крупного и разветвлённого оврага Яблоня, протянувшегося с северо-запада на юго-восток в направлении долины реки Миусс. В окрестностях села множество мелких прудов: южнее — пруд Перевалка и, далее, пруд Солёный, северо-западнее — пруд Барский и, за ним, пруд Калмыцкий, северо-восточнее — пруд Акаст. Немного западнее села проходит оросительный канал Комсомольский.
Ближайшие населённые пункты, с которыми село Яблоня связано просёлочными дорогами: на юго-западе — посёлок имени Тельмана и село Полеводино (Фёдоровский район); на юго-востоке — село Ковелинка (Ершовский район); на северо-востоке — сёла Коптевка и Дмитриевка (также Ершовский район); на севере — село Новая Елюзань (Балаковский район); на северо-западе — село Красная Звезда; на западе — село Заря. Таким образом, Яблоня является самым восточным населённым пунктом Марксовского района.

## История

Север Фёдоровского кантона и окрестные территории в 1923 году. Вероятно, чёрным обозначены русские населённые пункты, красным — немецкие, в том числе у самой северной границы кантона — Финк (Fink) и Райт (Raith), составлявшие единое поселение Яблоня (Jablonja). Недалеко также немецкое поселение Рига (Riga).

Непосредственным предшественником современного села Яблоня являлся хутор немцев-колонистов «Райт» (нем. Rait, Raith, также Рейд), основанный в 1831 году на собственной земле членами семьи Райт. Вероятно, в те же годы севернее хутора Райт, также на склонах оврага, был основан хутор Финк — представителями одноимённого немецкого семейства. Семьи Райт и Финк состояли в родственных отношениях, и земля, на которой расположились хутора, по некоторым данным, была куплена в складчину.
При этом топоним «Яблоня», возможно, уже существовал к моменту основания немецких хуторов (существует такая трактовка, согласно которой семейства Райт и Финк приобрели хутор Яблоня, который уже впоследствии был поделён между фамилиями). Хутора имели как краткое немецкое наименование, так и расширенное русско-немецкое — «Яблоня-Райт» и «Яблоня-Финк». Возможно, топонимом-родоначальником для русской приставки к немецкому названию хуторов было наименование оврага, на территории которого приобреталась земля.
Финк (называвшийся также Финк-Яблонный, нем. Fink-Jablonja, или просто Яблонный, в обиходе «Финский хутор») и Райт входили в состав Верхне-Караманской, Миусской волостей Новоузенского уезда Самарской губернии. В период существования Трудовой коммуны области немцев Поволжья — в состав Верхне-Караманского района. В период существования АССР Немцев Поволжья — в состав Фёдоровского кантона. С 1935 года, после разукрупнения Фёдоровского кантона, относились к Гнаденфлюрскому кантону.
Несмотря на то, что и в советское время хутора рассматривались в единых рамках под общим названием «Яблоня» (см. карту Фёдоровского кантона 1923 года), к середине 1930-х годов данное наименование стало официальным для более крупного населённого пункта — хутора Райт (в первые годы советской власти отмечается заметный рост численности жителей поселения, см. далее), Финк сохранил оригинальное название.
Село Яблоня в то время находилось на землях совхоза «Спартак». Кроме хутора Финк, в районе Яблони находилось ещё несколько небольших степных поселений, расположенных в пересечённой местности: на юге — Ростыши, на юго-западе — Базельские (восточнее бугра Клейн-Базель) и Рига (севернее вершины Рига). На северо-востоке, за оврагом Яблоня, возвышался бугор Яблоновский, юго-западнее, недалеко от села — гора Яблоня, на северо-западе, за хутором Финк — вершины Совхоз № 2 и Финк № 2.
После ликвидации АССР Немцев Поволжья в 1941 году Яблоня входила в Первомайский район Саратовской области. Все указанные окрестные поселения, как и хутор Финк, на сегодняшний день не существуют.

## Население
| 2002 | 2010 |
| ---- | ---- |
| 379  | ↘335 |

По данным переписи 2010 года, национальный состав населения села был следующим:
- русские — 193 чел.;
- казахи — 121 чел.;
- другие — 30 чел.[11]

По данным переписи 2002 года, в селе проживало 379 человек (190 мужчин и 189 женщин). Национальный состав населения был следующим:
- русские — 53 %;
- казахи — 35 %;
- другие — 12 %[12].

Демография в конце XIX — начале XX века
| 1889 | 1897 | 1910 | 1920 | 1922 | 1926 |
| ---- | ---- | ---- | ---- | ---- | ---- |
| 13   | 37   | 54   | 264  | 291  | 198  |

Баланс родившихся и умерших в 1921 году составлял 18 на 14 человек соответственно. По крайней мере по данным 1920 и 1926 годов хутор был мононациональным — 100 % населения в эти годы составляли немцы.

## Улицы
- Дорожная
- Заречная
- Зелёная
- Интернациональная
- Набережная
- Победы
- Степная
- Тракторная
- Центральная
- Школьная
- Яблоневская[13]

## Инфраструктура
- Основная общеобразовательная школа[14]
- Медпункт[15]
- Яблоневская сельская библиотека, филиал № 34

Ранее к югу от села Яблоня располагалась овце-товарная ферма.

## Мемориалы
- Памятник односельчанам, погибшим в годы Великой Отечественной войны.